# Dieter A. Berger
Dieter A. Berger (* 1941) ist ein deutscher Anglist und Hochschullehrer.

## Leben und Wirken
Dieter A. Berger studierte Anglistik, Romanistik und Philosophie an der Universität des Saarlandes in Saarbrücken. Nach dem ersten Staatsexamen für den höheren Schuldienst 1966 promovierte er dort im Jahre 1969. Anschließend war er dort als wissenschaftlicher Assistent tätig und habilitierte sich 1976 für das Fach Englische Philologie. Nach einer Lehrstuhlvertretung (1980/81) an der Heinrich-Heine-Universität Düsseldorf erhielt er dort 1981 einen Lehrstuhl für Anglistik (Schwerpunkt: Neuere Anglistik). Zuletzt war er als Professor an der Universität Regensburg tätig und trat 2006 in den Ruhestand.
Schwerpunktmäßig beschäftigt sich Berger vor allem mit der neueren englischen Literaturgeschichte. Zuletzt veröffentlichte er eine Untersuchung über den englischen Humor in der Literatur.

## Veröffentlichungen (Auswahl)
- Imitationstheorie und Gattungsdenken in der Literaturkritik Richard Hurds (= Neue Beiträge zur Anglistik und Amerikanistik, Bd. 7). Athenäum-Verlag, Frankfurt/M. 1972 (= Dissertation Universität Saarbrücken).
- Die Konversationskunst in England 1660–1740. Ein Sprechphänomen und seine literarische Gestaltung. Fink, München 1978, ISBN 3-7705-1590-0 (= Habilitationsschrift Universität Saarbrücken).
- Literatur und Landeskunde an Beispielen aus Australien, Irland, Afrika und Kanada. Neue Vorschläge für den Englischunterricht in der Sekundarstufe II. Pädagogisches Institut der Landeshauptstadt, Düsseldorf 1986.
- Die Parodie in der Dichtung der englischen Romantik. Francke, Tübingen 1990, ISBN 3-7720-1853-X.
- Englischer Humor – literarisch. Wiss. Verlag Trier, Trier 2008, ISBN 3-86821-069-5.

Außerdem Aufsätze in Fachzeitschriften der Anglistik und Sammelbänden.
Festschrift
- Helge Nowak (Hrsg.): Comedy and gender. Essays in honour of Dieter A. Berger (= Regensburger Beiträge zur Gender-Forschung, Bd. 1). Winter, Heidelberg 2007, ISBN 3-8253-5328-1.